# Aleksandra Obolentseva
Aleksandra Sergueïevna Obolentseva (russe : Александра Сергеевна Оболенцева), née le 21 juin 2001 à Toula, en Russie, est une joueuse d'échecs russe.

## Biographie
Alexandra Obolentseva remporte le championnat du monde d'échecs junior, le championnat du monde d'échecs scolaire et le championnat d'Europe d'échecs scolaires dans sa catégorie d'âge chez les filles. Depuis 2019, elle est formatrice pour enfant et donne des cours à l'école d'échecs RocketChess Academy .

## Palmarès jeune

### Palmarès lors des compétitions nationales
Alexandra Obolentseva commence à jouer aux échecs en septembre 2007, à l'âge de six ans, alors qu'elle est scolarisée à l'école de sports n°4 de Toula, en Russie. Son entraîneur est Nikolaï Mikhailovich Golovine. Elle est sacrée trois fois championne de Russie d'échecs, dans les catégories des filles de moins de 8 ans en 2009, chez les filles de moins de 10 ans en 2011 et chez les filles de moins de 12 ans en 2012.
En 2009, après avoir remporté la première place du tournoi pour enfants de l'open de  Moscou, lors du 6e festival international d'échecs, elle remporte le droit de participer au championnat du monde d'échecs scolaires qui se déroule en Thessalonique, en Grèce.

### Palmarès lors des compétitions internationales
Alexandra Obolentseva prend la cinquième place dans la catégorie des filles de moins de 9 ans et la première place dans la sous-catégorie des filles de moins de 8 ans lors du championnat du monde d'échecs scolaires qui se déroule en Thessalonique, en Grèce.
En 2010, lors du 6e championnat du monde d'échecs scolaire à Kayseri, en Turquie, Alexandra Obolentseva termine à la deuxième place au départage, dans la catégorie des filles de moins de 9 ans, laissant le titre à l'Azerbaïdjanaise Khanim Baladzhaeva. La même année, lors du championnat du monde de la jeunesse à Chalcidique, en Grèce, elle prend la troisième place dans la catégorie des filles de moins de 10 ans. Elle a alors un nouvel entraineur, Vladimir Wolfson. À la suite de sa performance, la FIDE lui décerne le titre de candidate maître féminin (CMF).
En novembre 2011, à Caldas Novas, au Brésil, elle se fait à nouveau remarquer lors du championnat du monde de la jeunesse en remportant la médaille d'or. Elle est alors championne du monde dans la catégorie filles de moins de 10 ans, termine ses normes de maître international féminin, et en reçoit le titre. En 2012, elle remporte le championnat du monde scolaire des filles de moins de 11 ans à Iasi, en Roumanie, et remporte ensuite une troisième place au championnat d'Europe d'échecs de la jeunesse à Prague dans la catégorie des filles de moins de 12 ans.
En 2014, Alexandra Obolentseva remporte le championnat d'Europe d'échecs scolaires dans la catégorie des filles de moins 13 ans, qui se tiennent à Kavala, en Grèce. L'année suivante, en 2015, elle joue et remporte le championnat d'Europe scolaire dans la catégorie des filles de moins de 15 ans, ainsi qu'une médaille de bronze au championnat d'Europe de la jeunesse, dans la catégorie des filles de moins de 14 ans.
En février 2016, Alexandra Obolentseva est à égalité pour la première place avec Anastassia Bodnarouk et Soumya Swaminathan à l'open de Moscou. Elle terminera troisième au départage,. Elle obtint à cette occasion la norme de maître international. En juin 2016, elle remporte le championnat d'Europe d'échecs des lycées dans la catégorie des filles de moins de 15 ans qui se tient en Chalcidique, en Grèce.
En octobre 2016, Alexandra Obolentseva remporte une médaille d'argent au championnat du monde de la jeunesse dans la catégorie des filles de moins de 18 ans, à Khanty-Mansïisk.
En 2018, elle participe de nouveau au championnat du monde d'échecs de la jeunesse, cette fois dans la catégorie des filles de moins de 18 ans. La compétition se joue en Chalcidique et elle y remporte une deuxième place synonyme de médaille d'argent. En octobre 2019, elle remporte une médaille de bronze dans cette même compétition et même catégorie d'âge.

### Palmarès lors des compétitions en équipe
En 2013, Alexandra Obolentseva joue pour l'équipe 2 de Russie, dans la section féminine du championnat d'Europe junior par équipes, lequel se déroule à Maribor, en Slovénie.
En juillet 2016, Alexandra Obolentseva remporte une médaille d'argent avec l'équipe nationale russe lors de l'olympiade d'échecs de la jeunesse, dans la catégorie des filles de moins de 16 ans. La compétition se tient à Poprad, en Slovaquie,.
En 2017, elle joue de nouveau pour la Russie aux olympiades d'échecs de la jeunesse dans la catégorie des filles de moins de 16 ans : elle remporte la compétition avec son équipe.

## Titres internationaux
En 2010, lors du championnat du monde de la jeunesse à Chalcidique, en Grèce, Alexandra Obolentseva prend la troisième place dans la catégorie des filles de moins de 10 ans. À la suite de sa performance, la FIDE lui décerne le titre de candidate maître féminin (CMF).
En 2011, elle obtient le titre de maître international féminin.
En février 2016, elle est à égalité pour la première place avec Anastassia Bodnarouk et Soumya Swaminathan à l'open de Moscou. Elle terminera troisième au départage,. Elle obtint à cette occasion la norme de maître international, officialisée en 2017.
En 2018, Alexandra Obolentseva reçoit le titre de Grand maître international féminin (GMF).